# Associação Naval 1º de Maio
Naval 1º de Maio (ili kraće, Naval) je portugalski nogometni klub iz gradića Figueire de Foz. Klub je utemeljen 1893. godine.
Po prvi put se plasirao u 1. portugalsku SuperLigu po svršetku sezone 2004/2005.

## Vanjske poveznice
- Neslužbene stranice ([[por.]])